# Rutherglen (Australia)

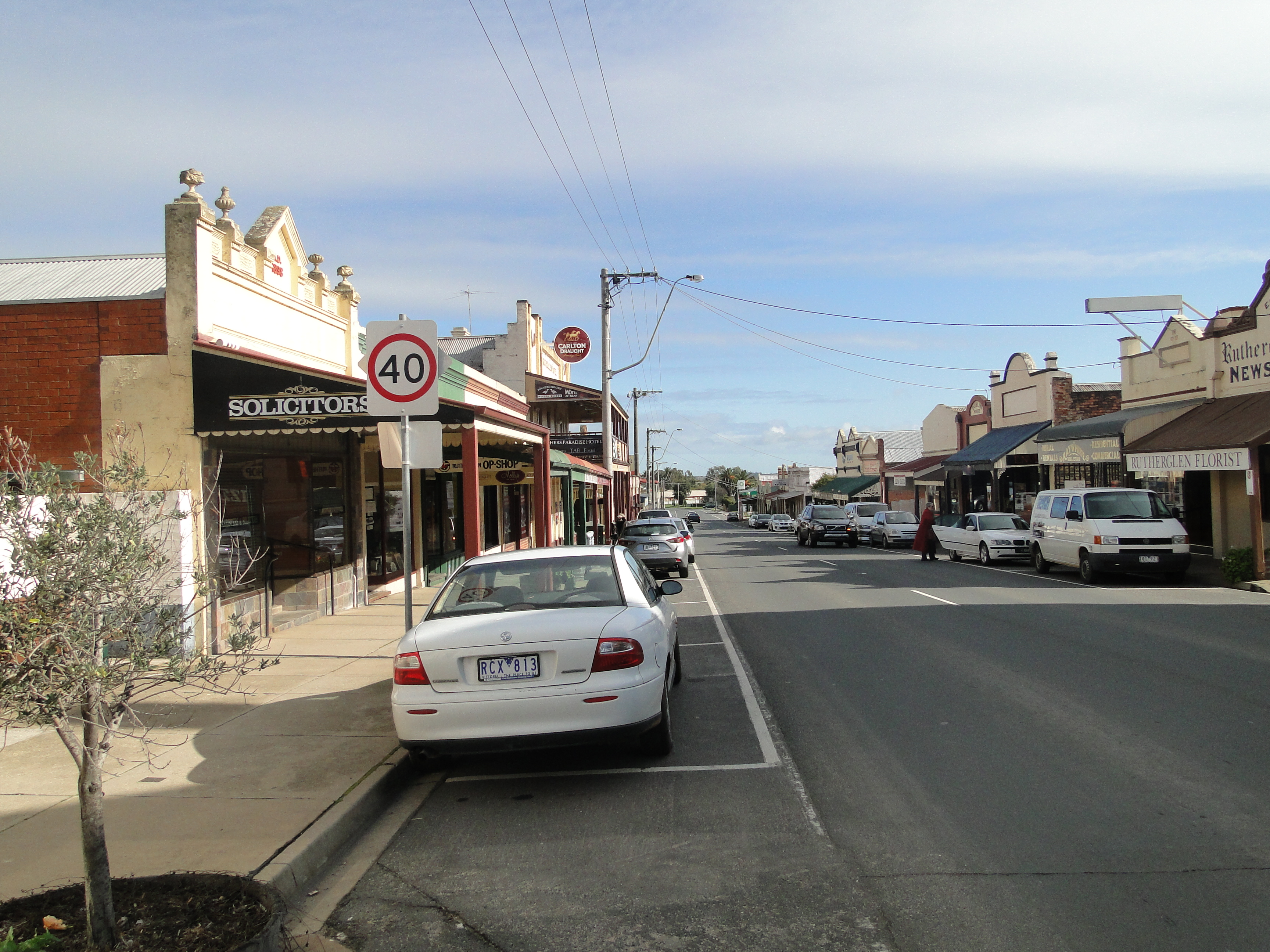
główna ulica

Rutherglen – miasto w Australii, w stanie Wiktoria.